# Урбан VIII
Урба́н VIII (лат. Urbanus PP. VIII; в миру Маффео Барберини, итал. Maffeo Barberini; 5 апреля 1568, Флоренция, Великое герцогство Тосканское — 29 июля 1644, Рим, Папская область) — папа римский с 6 августа 1623 года по 29 июля 1644 года.

## Ранние годы

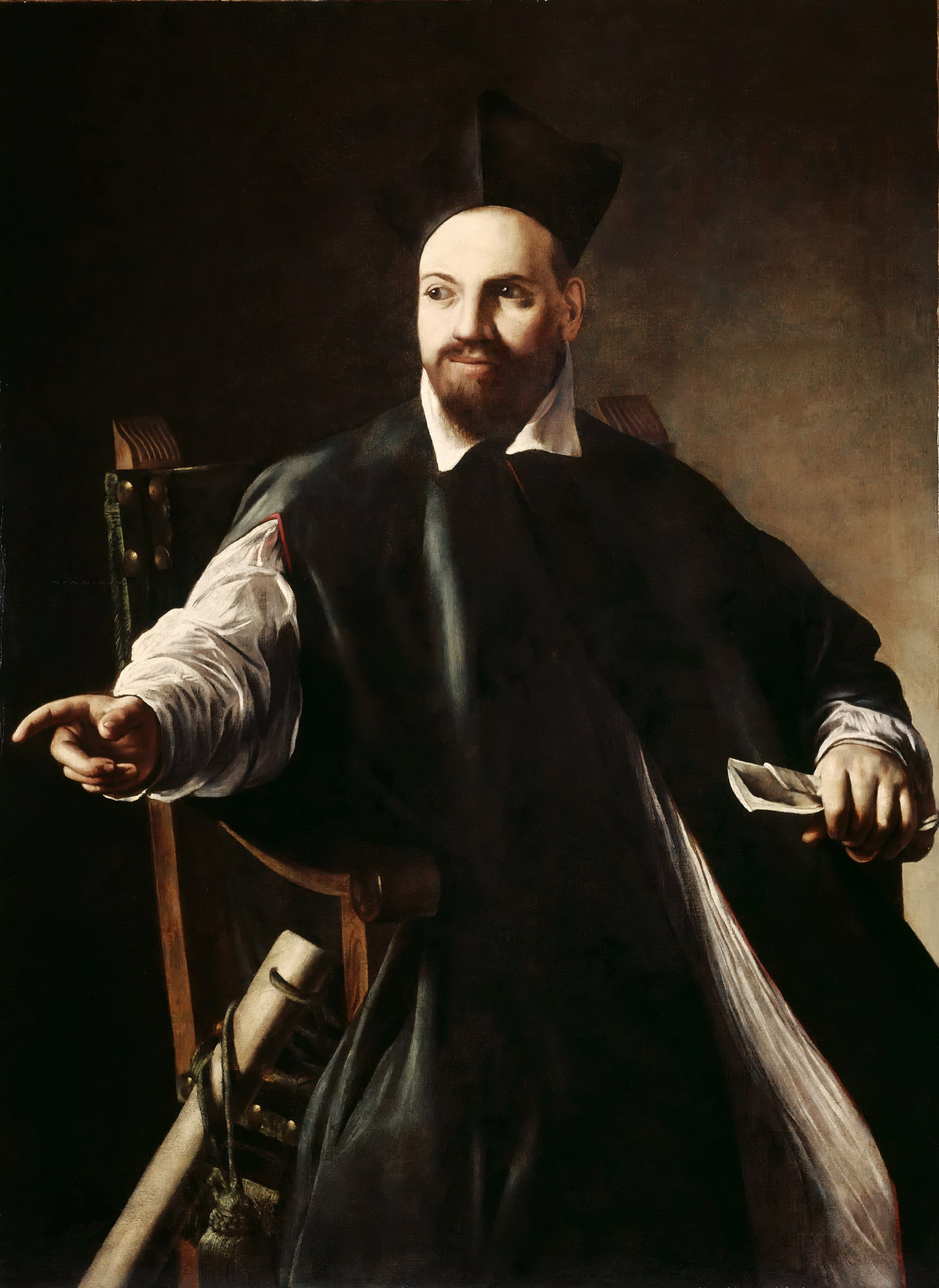
Маффео Барберини, ок. 1598, худ. Караваджо

Маффео Барберини родился 5 апреля 1568 года во Флоренции в семье Антонио Барберини, флорентийского дворянина, и Камиллы Барбадоро. Его отец умер, когда ему было всего три года, и мать взяла его в Рим, где он был помещён под опеку своего дяди Франческо Барберини, протонотария папского престола. Получил юридическое образование в университете Пизы в 1589 году. В 1601 году Барберини по протекции дяди смог получить назначение апостольским нунцием в Париж. В 1604 году папа назначил его титулярным архиепископом Назарета с резиденцией в Барлетте. После смерти дяди он унаследовал его состояние, купил дворец в Риме, который превратил в роскошную резиденцию в стиле ренессанс. В 1606 году Барберини получил кардинальскую шапку и епископскую кафедру в Сполето.

## Избрание
6 августа 1623 года на папском конклаве после смерти папы Григория XV, Барберини был избран его преемником и принял имя Урбана VIII.
После избрания Урбана VIII, Дзено, венецианский посланник, описал его так:
Новому понтифику 56 лет. Его Святейшество высокий, темноволосый, с правильными чертами лица и черными седеющими волосами. Он исключительно элегантен и изыскан во всех деталях своего облачения; имеет изящную и аристократическую осанку и изысканный вкус. Он отличный полемист, пишет стихи и покровительствует поэтам и литераторам.

## Папство

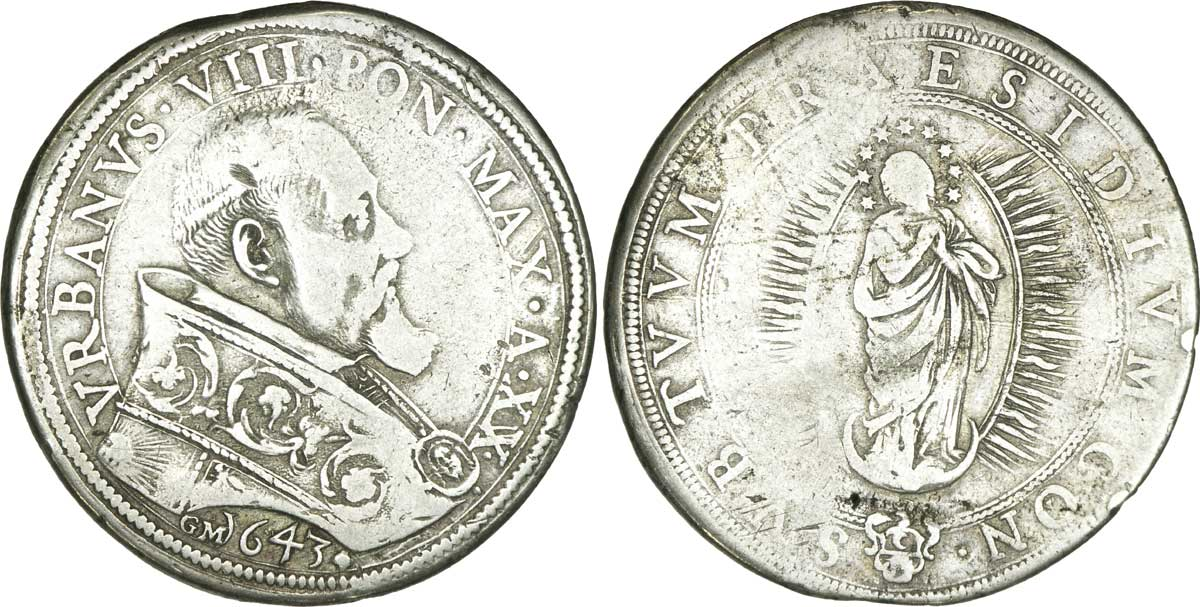
Монета папы Урбана VIII, 1643

Самый продолжительный в XVII веке, понтификат Урбана VIII пришёлся на период Тридцатилетней войны, которая снова обескровила Европейский континент. Влияние папской дипломатии на ход событий было минимальным. Мало кто тогда всерьёз считался со светской властью римского епископа. Его моральный авторитет тоже был предметом всеобщей критики.
После вступления на трон св. Петра стал настолько активно покровительствовать своим родственникам, что буквально ошеломил всех. Семья Барберини была задарена кардинальскими титулами и наиболее доходными должностями в папском государстве. Казалось, что вернулись времена понтификов Возрождения. Он возвёл в кардиналы своего старшего брата Антонио Барберини старшего, а затем своих племянников, Франческо Барберини старшего и Антонио Барберини младшего. Историк Леопольд фон Ранке оценил, что во время его правления, семья Урбана накопила 105 млн экю личного состояния.
Он причислил к лику святых Изабеллу Португальскую, Андрея Корсини и Конрада из Пьяченцы.
При нём и в значительной степени по его указанию состоялся инквизиционный процесс, завершившийся осуждением Галилея (1633), хотя в то же время папа осудил массовую ведьмовскую истерию в германских церковных княжествах. 
В правление Урбана VIII также была построена летняя папская резиденция в Кастель-Гандольфо.
В 1625 году вновь объявленный Юбилейный год призван был свидетельствовать о папском могуществе. Во время процессий, двигавшихся от собора к собору во главе с церковными сановниками, в толпу бросались золотые монеты, а по вечерам били фонтаны, освещённые искусственными огнями.
Булла 1638 года защищала иезуитские миссии в Южной Америке, запрещало рабство туземцев, которые были обращены в христианство. В то же время Урбан VIII отменил монополию иезуитов на миссионерскую работу в Китае и Японии, открыв эти страны миссионерам других орденов.
Урбан VIII издал буллу 1624 года, которая под страхом отлучения запрещала употребление табака в святых местах. Папа Бенедикт XIII отменил этот запрет сто лет спустя.

## Политические интриги
Чтобы предоставить своим племянникам владение княжеством Кастро, Урбан VIII ввязался в войну с Венецией, Флоренцией, Пармой и Моденой. Кастро был разрушен, а княжество включено в состав Папской области.
В 1626 году Урбино был включён в папские владения, а в 1627 году, когда мужская линия Гонзага в Мантуе пресеклась, он вступил в спор о преемственности с герцогом Карлом Неверским.
Урбан VIII был последним папой, расширившим папскую территорию. Он укрепил Кастельфранко-Эмилия и отправил инженера Винченцо Макулани укрепить замок Святого Ангела в Риме. Урбан также открыл арсенал в Ватикане, оружейный завод в Тиволи и укрепил гавань Чивитавеккья.

## Покровитель искусств
Урбан VIII и его семья активно покровительствовала искусству. Он расходовал огромные суммы на поддержку изобретателей, таких как Афанасий Кирхер, и финансировал работы скульптора и архитектора Бернини. Под его эгидой были сооружены Палаццо Барберини, колледж Конгрегации Веры, Фонтан Тритона на Пьяцца Барберини и другие выдающиеся сооружения в городе. Он также перестроил церковь Санта-Бибиана и церковь Сан-Себастьяно-аль-Палатино на холме Палатин.
Урбан VIII покровительствовал художникам, таким как Караваджо, Никола Пуссен и Клод Лоррен.

## Последние годы

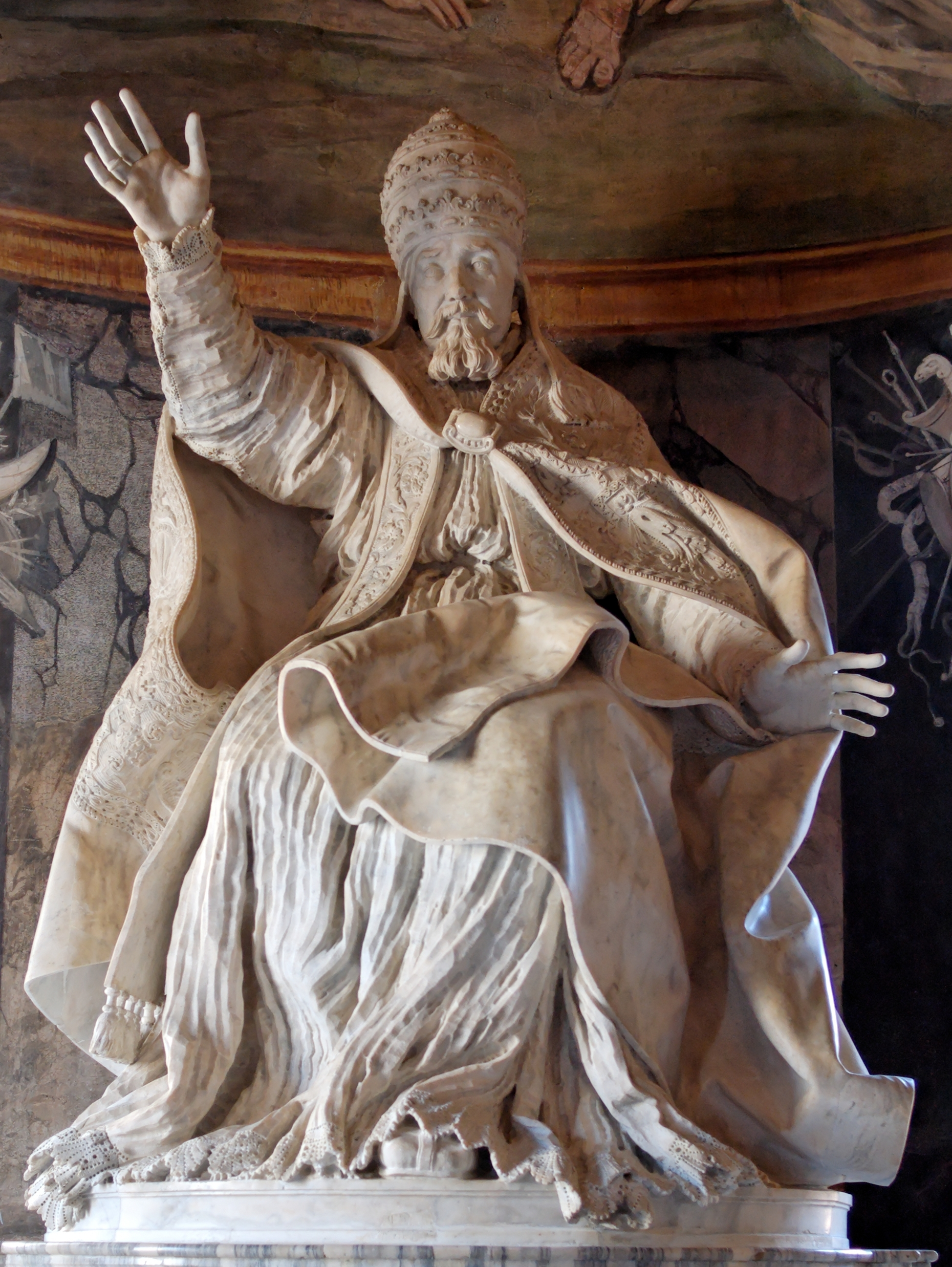
Статуя Урбана VIII работы Джованни Лоренцо Бернини, Рим.

Следствием военных и художественных инициатив был рост папских долгов. Урбан VIII унаследовал долг в 16 млн экю, а к 1635 году он вырос до 28 млн.
Согласно историку Джону Баргрейву, в 1636 году члены испанской фракции Коллегии кардиналов были в таком ужасе от расточительства папы Урбана VIII, что сговорились арестовать его и посадить в тюрьму, а затем заменить кардиналом Лаудивио Дзаккья. Когда Урбан отправился в Кастель-Гандольфо, члены испанской фракции тайно встретились и обсудили способы осуществления своего плана. Но папа узнал об этой встрече и бежал обратно в Рим, где сразу же провёл консистории для выяснения всех обстоятельств заговора. Чтобы положить конец заговору, папа велел кардиналам покинуть Рим и вернуться в свои титульные церкви.
К 1640 году задолженность папского престола достигла 35 млн экю, и более 80 % годового папского дохода уходило на уплату процентов по долгу.

## Смерть и наследие
Смерть Урбана VIII 29 июля 1644 года, как говорят, была ускорена унынием от результатов войны за герцогство Кастро. Из-за расходов на войну Урбан VIII стал очень непопулярным. После смерти Урбана его бюст рядом с Дворцом консерваторов на Капитолийском холме был разрушен разъярённой толпой, и лишь находчивый священник спас скульптуру папы работы Бернини, принадлежащую иезуитам, от той же участи.
Непопулярность Урбана VIII отразилась и на результатах последующего папского конклава, на котором была отвергнута кандидатура кардинала Джулио Чезаре Сакетти, тесно связанного с Барберини. Вместо него папой был избран кардинал Джованни Баттиста Памфили под именем Иннокентия X.